# André Callier
André Callier (1877 - Gent, 9 april 1938) was een Belgisch industrieel.

## Levensloop
André Callier was een kleinzoon van Gustave Callier en van François Laurent. Hij werd een autoriteit op het vlak van lenstechnologie en lichtfilters. In 1909 ontdekte hij het naar hem genoemde Callier-effect, een contrastverschijnsel dat zich kan voordoen bij het maken van fotografische vergrotingen.
Na de Eerste Wereldoorlog richtte hij een atelier en labo op in Gent, en vervaardigde hij hoogtechnologische apparatuur en lenzen. Hij leverde onder meer aan het Belgisch leger. In 1929 richtte hij ook de nv Metagra op, een fabriek die fototoestellen produceerde.
Callier was tevens actief binnen de Gentse Liberale Associatie en hoofdredacteur van het dagblad La Flandre Libérale.